# 李壽祺 (香港電影人)
李壽祺（1920年8月14日—2004年12月31日），原名李海明，祖籍廣東鶴山，出生於新加坡，二十世紀香港電影從業者，曾擔任編劇、導演等崗位，後長期擔任特約演員，並積極爭取特約演員權益。1970年代後期參與電視演出，後曾移居東南亞。父親靚元亨為粵劇名伶。

## 生平
李海明生於新加坡，學名李澤材。其父靚元亨為粵劇名伶，早年跟隨父親在香港、廣州兩地來回居住，曾於廣州市立第三職業學校修讀美術製圖科。1936年，李海明冒名頂替一個名為李壽祺的人，入讀中央陸軍軍官學校廣州分校，自此便一直使用李壽祺為名。他從軍校畢業後擔任軍官，中國抗日戰爭時期曾任排長，後曾於稅局工作。
1949年移居香港，因與導演珠璣是舊識而加入當地電影界。早期主要追隨珠璣及另一導演陳皮，從事場記、副導演、編劇等幕後工作，並兼任特約演員。1955年首次執導電影《紫霞杯》 ，其後多與他人聯合執導，獨立執導作品亦有數部。
後因感到導演工作壓力過大，決定專注從事特約演員，演出了大量電影。他也是為特約演員爭取合理權益的「香港電影演員影業公司」（成立於1960年代）之活躍成員。李壽祺多演出富豪或奸角，最知名的角色是在《如來神掌》（1964年）中飾演大反派「三絕掌」中的赤煉人魔冉九洲。
曾與其他十位主要從事製片、劇務等幕後職位的電影工作者，包括林甦、關秀天、溫勝、李江、江曼、關志中、趙英魂、郭少泉、黎波、周忠，結拜為「十一斧頭」。
1968年至1977年期間成為邵氏兄弟公司旗下合約演員。後進入電視界，與麗的電視簽了兩年演員合約，約滿後以自由身演員身份遊走於電影界與電視界。
又曾擔任鄧碧雲、鄭碧影、麥炳榮等藝人的經理人。
1984年有報道指他已移居馬來西亞，在當地開辦娛樂公司安排香港藝人前往演出，同年又有報道指他在新加坡的電視台工作。
2004年12月31日，於香港病逝。

## 幕後作品
| 年份 | 作品名稱       | 職務                          |
| ---- | -------------- | ----------------------------- |
| 1950 | 花王之女       | 書幕                          |
| 1950 | 緣盡今生       | 場記，兼任演員                |
| 1952 | 飛來豔福       | 編劇:423                      |
| 1952 | 新夜吊白芙蓉   | 編劇:476                      |
| 1952 | 呂布戲刁嬋     | 編劇:501                      |
| 1952 | 火燒阿房宮     | 編劇:518                      |
| 1952 | 歌王美眷       | 編劇:529                      |
| 1952 | 歌唱十二釵     | 編劇、副導演:533              |
| 1952 | 晨妻暮嫂       | 編劇:553                      |
| 1953 | 火網梵宮十四年 | 編劇:12                       |
| 1953 | 行正桃花運     | 編劇:32                       |
| 1954 | 桃紅柳綠燕嬉春 | 編劇:43                       |
| 1954 | 蝴蝶夫人       | 編劇:53                       |
| 1954 | 乞米養狀元     | 編劇:57                       |
| 1954 | 夜弔秋喜       | 編劇:58                       |
| 1954 | 情賊沙三少     | 助導:63                       |
| 1954 | 夜祭金嬌       | 編劇:73                       |
| 1955 | 歌唱羅卜救母   | 編劇:78-79                    |
| 1955 | 繅絲女         | 編劇:79                       |
| 1955 | 鴻運喜當頭     | 編劇:82                       |
| 1955 | 鸞鳳換香巢     | 編劇（與藍菲合編）:84         |
| 1955 | 陳姑追母       | 編劇（與藍菲合編）、副導演:85 |
| 1955 | 癲婆尋仔       | 編劇、副導演:88               |
| 1955 | 蘇小妹三難新娘 | 編劇:88                       |
| 1955 | 狡婦疴鞋       | 編劇、副導演:89               |
| 1955 | 姑嫂情深       | 編劇（與藍菲合編）:91         |
| 1955 | 璇宮春色       | 編劇:97                       |
| 1955 | 梁寬與林世榮   | 編劇:98                       |
| 1955 | 危城鶼鰈       | 助導:101                      |
| 1955 | 花都綺夢       | 副導演:102                    |
| 1955 | 紫霞杯         | 導演:104                      |
| 1955 | 菱花夢         | 導演（與林川合導）:113        |

## 家庭
- 長子李國慶，1968年有其結婚的報道。[10]
- 次子李國強，曾在導演張徹手下擔任副導演[1]，後曾擔任導演[11]。
- 幼子李國維，曾任童星。[1]
- 幼女李國香，1967年有李壽祺寓所被匪徒行劫的報道，當時她抵抗劫匪而受傷。[12]

## 備註
1. ↑  按《紫霞杯》片頭，導演只有李壽祺一人，但屢有錯誤記載。香港影庫及香港電影資料館的個別文獻[2]誤將羅寶生也列作導演之一，他的職務當為撰曲，從未擔任導演。《香港導演大全1941-1978》網頁版明言《紫霞杯》是李壽祺首部獨立執導作品，但作品列表中也誤將「聯合導演：林川」置於《紫霞杯》一列[1]，與林川聯合執導的，實為下一列的《菱花夢》。